# Січових Стрільців, 40/1
Житловий будинок № 40/1 —  споруда цивільного інженера Володимира Безсмертного, яка розташована на розі вулиці Січових Стрільців і Бехтеревського провулку (Київ).
За визначенням дослідників, будівля — оригінальний зразок житлової забудови у стилі модерну, виразність якої досягнуто винятково архітектурними засобами без декору. Наказом міністерства культури і туризму № 521/0/16-09 від 13 липня 2009 року будинок поставлений на облік пам'яток архітектури, історії, містобудування (охоронний номер 543-Кв).

## Історія ділянки
Станом на 1882 рік, ділянка належала Григорію Лисенку. У 1899—1913 роках перебувала в руках Катерини Гвоздик. Згодом власниками стали Ольга і Володимир Андре. Упродовж 1913—1915 років тут спорудили новий будинок за проєктом цивільного інженера Володимира Безсмертного.
У 1990-х роках будинок реконструювали та надбудували шостий поверх.

## Архітектура
Будівля шестиповерхова, первісно п'ятиповерхова, Г-подібна у плані.
Оформлена у стилі пізнього раціоналістичного модерну.
Наріжжя акцентовано круглим еркером і вежею з наметовим завершенням та оперезано двома балконами на рівні другого і п'ятого поверхів. Від наріжжя відходять асиметричні крила.
Площини фасадів підкреслюють розкріповки та прямокутні еркери. Їх увінчують трапецієподібні та трикутні фронтони, що спираються на кронштейни.
Перший поверх і вхідні аркові отвори оформлені рустом.